# Kemisk fysik
Kemisk fysik är ett område inom fysik som studerar fysikalkemiska fenomen med verktyg från atomfysik, molekylfysik och kondenserade materiens fysik. Området kan beskrivas som den del av fysiken som studerar kemiska fenomen med en fysikalisk utgångspunkt. Även om båda ligger i gränslandet mellan fysik och kemi skiljer sig kemisk fysik från fysikalisk kemi genom att det fokuserar mer på de karakteristiska beståndsdelarna och teorierna i fysik. Trots detta är distinktionen mellan de två områdena vag, och forskare växlar ofta mellan dem under sin forskning.
Kemiska fysiker studerar ofta strukturen och dynamiken hos joner, fria radikaler, polymerer, kluster och molekyler. Några områden som studeras är kvantmekaniska fenomen i kemiska reaktioner, solvatiseringsprocessen, inter- och intramolekylära energiflöden, och enskilda enheter som kvantprickar. Experimentella kemiska fysiker använder flera olika spektroskopiska tekniker för att få bättre förståelse för vätebindning, elektronöverföring, bildande och brytande av kemiska bindningar, kemiska reaktioner, och bildandet av nanopartiklar. Teoretiska kemiska fysiker skapar simuleringar av de molekylära processer som studeras i dessa experiment för att både förklara resultaten och visa vägen mot vidare undersökningar. Målen för kemisk-fysisk forskning omfattar bland annat att förstå kemiska strukturer och reaktioner på kvantmekanisk nivå, att få grepp om struktur och reaktivitet hos joner och radikaler i gasfas, och att upptäcka bra approximationer för att göra fysiken hos kemiska fenomen möjlig att datorbehandla.

## Angränsande forskningsområden
- Molekyldynamik
- Kvantkemi
- Fasta tillståndets fysik
- Spektroskopi
- Ytkemi